# احتلال عدن
احتلال عدن يشير إلى الاحتلال البريطاني لمدينة عدن في 19 يناير 1839م وحتى جلاء المستعمر منها في 30 نوفمبر 1967م بعد 128 عاماً من الاحتلال.

## نبذة تاريخية

خريطة سلطنة لحج بعد ضم الصبيحة

لقد كانت عدن ولا زالت محط أنظار كثير من الدول الطامعة في إرساء قواعد لها على البحر الأحمر والخليج العربي ومن ثَمَّ السيطرة على المحيط الهندي، والحصول على السيطرة الاقتصادية والسياسية في تلك المنطقة، فتوالت على عدن الكثير من القوات والدول المستعمرة.
في 26 فبراير 1548 استولى العثمانيين على عدن بقيادة سليمان القانوني.، بغية توفير العثمانيين قاعدة لشن غارات ضد الممتلكات البرتغالية على الساحل الغربي في الهند. فشل العثمانيين ضد البرتغاليين في حصار ديو في سبتمبر 1538، ولكن بعد ذلك عادوا إلى عدن حيث ان المدينة محصنة بمئة قطعة من المدفعية. من هذه القاعدة، تمكن سليمان باشا من السيطرة على اليمن كاملة، مع صنعاء.
وكان من أهم تلك الدول (بريطانيا)، حيث قامت ببعض المقدمات لاحتلال عدن فأرسلت في بداية الأمر الكابتن هينز أحد ضباط البحرية إلى منطقة خليج عدن في عام 1835م وذلك لمعرفة مدى صلاحية المنطقة لتكون قاعدة بحرية ومستودعا للسفن البريطانية وقد أشار هينز في تقريره إلى ضرورة احتلال عدن لأهميتها الاستراتيجية.
كانت سلطنة لحج مسيطرة على عدن حتى العام 1839م، حين خسرت ميناء عدن لصالح الإمبراطورية البريطانية في 19 يناير عام 1839م.

## الاحداث
كان لا بد للإنجليز من سبب يبررون به احتلالهم لعدن، فكان أن وقعت حادثة استغلوها استغلالا كبيرا، ففي عام1837م جنحت سفينة هندية تسمى «دريادولت» وكانت ترفع العلم البريطاني بالقرب من ساحل عدن فادعى الإنجليز أن سكان عدن هاجموا السفينة ونهبوا بعض حمولتها وأن ابن «سلطان لحج وعدن» كان من المحرضين على نهب السفينة.
في عام 1837م في ظل سيطرة سلطنة لحج على عدن، وقعت حادثة غرق السفينة البريطانية «داريا دولت» قرب الشواطئ اليمنية فوجدت بريطانيا ضالتها لاحتلال عدن وادعت بأن الصيادين اليمنيين قاموا بنهب تلك السفينة وطالبت بالتعويض من قبل سلطان سلطنة لحج محسن العبدلي أو بتمكين بريطانيا من السيطرة على ميناء عدن وكان موقف السلطان العبدلي رفضه بالمساس بالسيادة اليمنية ووافق على دفع أية تعويضات أخرى. ولكن بريطانيا التي لم يكن في نيتها الحصول على أية تعويضات وانما هدفها هو الاحتلال وفرض سيطرتها العسكرية على مدينةعدن ومينائها الاستراتيجي فعدلت عن قبول التعويض وطلبت احتلال عدن مقابل التعويض عما ادعته من نهب الصيادين اليمنيين لمحتويات السفينة «داريا دولت» وبدأت في الاستعداد لتنفيذ غرضها بالقوة المسلحة.
في 22 يناير 1838 وقع سلطان لحج محسن بن فضل العبدلي معاهدة بالتخلي عن 194 كيلومتر مربع (75 ميلا مربعا) لصالح مستعمرة عدن وذلك تحت ضغوط البيرطانيين مقابل شطب ديونه التي يقال انها كانت تبلغ لاتتجاوز 15 ألف وحدة من عملة سلطنته، مشترطا أن تبقى له الوصاية على رعاياه فيها.
وفي عام 1839م نفسه أعدت حكومة الهند البريطانية عدة إجراءات للاستيلاء على عدن، ففي 16 يناير دفع القبطان «هينس» بعدد من السفن الحربية بهدف احتلال ميناء صيرة فقاوم اليمنيون بشراسة مستميتة الأمر الذي أجبر السفن البريطانية بالتراجع والانسحاب، ولعل هذه الخطوة من قبل البريطانيين كانت بمثابة بالون اختبار لمدى إمكانات المقاومين اليمنيين والذين بالطبع كانوا يمتلكون أسلحة بدائية ومنها عدد قليل من المدافع التقليدية الرابضة فوق قلعة صيرة المطلة على ميناء عدن القديم.
وبعد ثلاثة أيام في 19 يناير 1839م قصفت مدفعية الأسطول البريطاني مدينة عدن ولم يستطع الأهالي الصمود أمام النيران الكثيفة وسقطت عدن في أيدي الإنجليز بعد معركة غير متكافئة بين أسطول وقوات الإمبراطورية البريطانية من جانب وقوات قبيلة العبدلي من جانب آخر.
وبدأت متاعب الحكم المصري في اليمن بعد سقوط عدن في أيدي البريطانيين فقد بدأ هينز اتصالاته بمشاريع المناطق الجنوبية الواقعة تحت نفوذ المصريين، يغريهم بالهدايا والمرتبات ويحثهم على التمرد على الجيش المصري ولكن الأحوال تطورت بسرعة بعد تحالف الدول الكبرى ضد محمد علي باشا وانتهى الأمر بانسحاب القوات المصرية من اليمن في عام 1840م وانفردت بريطانيا وحدها بمقدرات جنوب اليمن كله وبدأت إنجلترا عشية احتلالها لعدن في تنفيذ سياسة التهدئة في المنطقة حتى تضمن استقرار الأمور في عدن بما يحقق مصالحها الاستراتيجية والتجارية والبحرية فعقدت مع سلطان سلطنة لحج معاهدة للصداقة ومنحته راتبا سنويا إلا أن هذا لم يجد نفعا حيث حاول سلطان لحج استعادة عدن ثلاث مرات في عامي 1840و1841م لكن تلك المحاولات لم تنجح للفارق الهائل في تسليح القوتين.
ولم يكن الاستيلاء على عدن هو غاية ما تبغيه بريطانيا في المنطقة، وإنما كان هذا الاستيلاء بمثابة نقطة للتوسع وبداية الانطلاق لتأكيد النفوذ البريطاني في جنوب اليمن والبحر الأحمر وعلى الساحل الشرقي الإفريقي وكذلك لإبعاد أي ظل لقوى أخرى.

## تكوينات نضالية
ولم يقتصر نضال شعبنا وكفاحه المعبر عن رفضه لبقاء الاحتلال البريطاني على تلك الانتفاضات المسلحة في العديد من أرياف الجنوب اليمني، إذ شهدت مدينة عدن ومنذ فترة الخمسينيات مخاضاً وارهاصات وطنية بمختلف أشكال الفعاليات السياسية والنقابية والطلابية والنسوية المعبرة عن الشأن المحلي وتفاعلاً وتضامناً مع قضايا الأمة العربية والإسلامية وقضايا التحرر العالمية.. حيث تأسست التنظيمات السياسية والنوادي والتكتلات ومن أهمها:
1. تأسيس نادي الشباب الثقافي الواجهة الأمامية لحركة القوميين العرب عام 1953م.
2. تكوين مؤتمر عدن للنقابات عام 1956م الذي تغير اسمه عام 1958م إلى المؤتمر العمالي.
3. البدء في تنظيم الحركة الطلابية عام 1954م وقيام الإضرابات الطلابية للطلبة والطالبات واستشهاد الطالب قاسم هلال تزامناً مع قيام الإضرابات العمالية.

وكان لقيام ثورة 23 يوليو 1952م في مصر أثر كبير في تصعيد الأشكال النضالية المعبرة عن رفضها لبقاء الاستعمار البريطاني على أرض الجنوب والتطلع ليوم النصر في جلاء قوات المستمعمر ونيل الاستقلال، فكانت فترة الخمسينيات فترة التعبير عن ذلك الزخم العظيم سياسياً ونقابياً وطلابياً، وعكست القناعات والطموحات وترسخ الإيمان بضرورة الأخذ بخيار الكفاح المسلح لتخليص الجنوب من براثن الاستعمار البريطاني.

## الدول
بعد الاحتلال اقامت بريطانيا مستعمرة عدن (1937 - 1963)، وفي 18 يناير 1963 تم دمج مستعمرة عدن مع اتحاد الجنوب العربي باسم ولاية عدن (18 نوفمبر 1963 - 30 نوفمبر 1967) بعد هذا التغيير وفي 17 يوليو 1963 استقال آخر حاكم لعدن السير تشارلز جونستون. عانى الاتحاد بعد ذلك الكثير من المشاكل وتم إعلان حالة الطوارئ بعدن في 10 ديسمبر 1963 حتى 30 نوفمبر 1967 يوم استقلال جنوب اليمن واعلان جمهورية اليمن الديمقراطية الشعبية حيث استلمت السلطة الجبهة القومية للتحرير بعد انتصارها الميداني على غريمها التقليدي جبهة تحرير جنوب اليمن المحتل.

## التقسيم الإداري
حينما احتلت بريطانيا عدن واستولت عليها سنة 1839 لم تركن إلى حصانة عدن ومناعتها وحدها ولا قوة بريطانيا العسكرية فيها ولكنها اخذت تمد نفوذها إلى مناطق شاسعة من اليمن فاستولت على ما أسمته فيما بعد بـ «المحميات التسع» التابعة لمستعمرة عدن بأعتبار ما كانت عليه حتى 1880 ، وبعد هذا التاريخ بسطت حمايتها فيما بعد على كثير من المناطق المجاورة الأخرى بين مشيخة وإمارة وسلطنة عن طريق مشائخها وامرائها الذين ارتبطت معهم بإحلاف ومعاهدات وربطتهم بحكومة عدن، وجعلت من كياناتها شبه مستقله عن بعضها البعض، وتغيرت تباعاً مسمياتها من مخاليف إلى إمارات وسلطنات، لتكون حصوناً لحماية مستعمرة عدن، وصارت تدعى المحميات الغربية والشرقية، فالمحميات الغربية هي: سلطنة لحج ومركزها الحوطة، ويتبعها سلطنة الصبيحة ومركزها طور الباحة، وسلطنة الحواشب ومركزها المسيمير.
ثم سلطنة الفضلي (مخلاف أبين)، وكان مركزها شقرة، ثم زنجبار ويافع العليا ومركزها المحجبة، ويافع السفلى ومركزها القارة، والعوالق العليا ومركزها نصاب، والعوالق السفلى ومركزها أحور ثم المحفد، وكانت العوالق العليا والسفلى تدعى «مخلاف أحور»، وبيحان ومركزها بيحان القصاب، ومشيخة العواذي ومركزها زارة، ومشيخة دثينة ومركزها مودية، وإمارة الضالع ومركزها الضالع.
والمحميات الشرقية هي: سلطنة الواحدي ومركزها بئر علي وأحياناً تنقل إلى حبان، والسلطنة الكثيرية ومركزها سيئون والسلطنة القعيطية ومركزها المكلا وسلطنة المهرة ومركزها القشن.